# Tortuga, Haiti

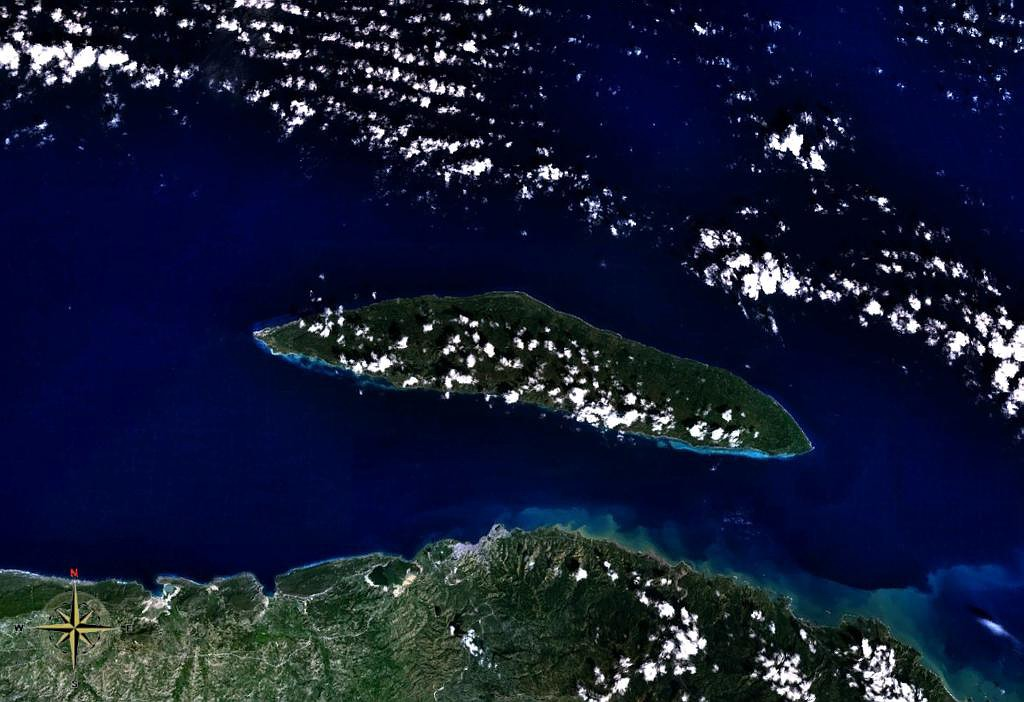
Satellitbild av Tortuga

Tortuga (franska: Île de la Tortue) är en ö i Karibien, tillhörande Haiti och belägen strax utanför Hispaniolas nordvästra kust. 

## Historik
Ön koloniserades till en början av Spanien men erövrades av Frankrike 1665; fransmännen tillsatte därefter en guvernör på ön. Spanjorerna gjorde två misslyckade försök att återerövra Tortuga. Under franskt styre blev den ett ökänt tillhåll för engelska och franska pirater.
Det var omkring 1620 som Kustens brödraskap etappvis flyttade till den 213 kvadratkilometer stora klippiga ön Tortuga. Dess franska namn, Île de la Tortue, betyder "sköldpaddsön" och beskriver öns form sedd från Haiti. Ön Tortugas läge, vid samma breddgrad som Guantánamo på Kuba och mittemot Cap-Haïtien på Haiti, innebar att den var belägen mitt i sundet Paso de los Vientos, 10 kilometer från Hispañola. Tortuga skyddade de nyankomna buckanjärflyktingarna genom sin bergiga terräng. Efter 1640 fanns det på Tortuga också ett fort, kallat Duvslaget, som guvernören Levasseur anlade nära sitt residens. 
Avgörande för buckanjärerna bör ha varit öns skyddade läge. Dessutom var det enkelt att nå Kuba och Mexiko därifrån. Kustbrödernas delaktighet i piratverksamheten hade varit begränsad fram till 1620-talet menar Exquemelin. Men fångna på en klippö där nästan ingenting växte, bete till boskapen saknades och förföljda som de var av statsmakten, blev piratverksamheten nu huvudnäring för buckanjärerna.
| ”            | Eftersom de inte [stod] under någon furstes beskydd [var de inte längre kapare]. Detta stod klart när kungen av Spanien skickade ut sina ambassadörer på olika resor till hoven i Frankrike och England för att klaga på deras verksamhet. Trots att det inte rådde krig kapade de spanska skepp och plundrade spanska byar och städer. Ambassadörerna fick till svar från kungarna att dessa personer inte var deras undersåtar och att hans katolska majestät kunde göra vad han ville med dem när de greps. | „ |
| – Exquemelin | |   |

Först ut, berättar Exquemelin, var en buckanjär vid namn Pierre la Grand från Dieppe i Normandie. 1602 lyckades han med en bark och besättning på 28 man ta viceamiralen i armadan till fånga vid Cabo Tiburon på västra Hispañola under en djärv manöver i ett desperat försök att komma undan spanjorerna. Resultatet av manövern var inte bara fångsten av viceamiralen, de kunde dessutom sänka sin egen bark och ta över amiralens skepp och med det segla till Frankrike. De av skeppets personal som inte ville ansluta sig till la Grand sattes iland. Väl hemma i Dieppe blev la Grand en rik och aktad man.
Exquemelin anser att la Grands aktion var ett av de avgörande skälen för buckanjärerna på Tortuga att helt övergå i sjöröveri. Men inte ens på Tortuga lämnades de i fred. Ön utsattes för räder av både holländare och spanjorer. Vid ett flertal tillfällen flydde buckanjärerna sina boplatser men återvände så snart angriparna försvunnit. Tortuga kom att bli sjörövarbas i Karibien fram till 1713.

## Tortuga i kulturen
Tortuga spelar även viktig roll i Rafael Sabatinis roman Kapten Blod, som utspelar sig på 1680-talet. Där kallas guvernören d'Ogeron och Levasseur är namnet på en illa omtyckt pirat som Blod en kort tid samarbetar med.
Tortuga är också en viktig knutpunkt i filmserien Pirates of the Caribbean. I filmerna porträtteras befolkningen i Tortuga som ett försupet och slagsmålslystet gäng. Ön är en plats som kapten Jack Sparrow och hans kumpaner ofta besöker i filmerna.